# Tjerkessien
Tjerkessien, även Cirkassien, (adygeiska: Адыгэ Хэку/Хэкужъ) var ett land och en historisk region i nordvästra Kaukasien. Historiskt inräknas i regionen den norra kaukasiska kusten mot Svarta havet, större delen av inlandet av nuvarande Krasnodar kraj, och stundom även Stavropol kraj, i nuvarande södra Ryssland. I söder gränsar regionen till Abchazien. I snävare bemärkelse åsyftar begreppet nu endast en del av de ryska delrepublikerna Karatjajen-Tjerkessien, Adygeien och Kabardinien-Balkarien.
Den historiska regionen är uppkallad efter dess traditionella ursprungsinvånare, tjerkesserna (en samlingsterm för flera folk, bland vilka adygéerna är den största gruppen), som nu dock endast utgör en liten minoritet av befolkningen i områden (den största koncentrationen återfinns i Adygeien). En tjerkessisk diaspora finns, särskilt i nuvarande Turkiet, sedan slutet av 1800-talet, då många muslimska tjerkesser efter en serie av ryssarna nedslagna uppror emigrerade till Osmanska riket.